# Dharmendra
Dharam Singh Deol (Nasrali (Ludhiana), 8 december 1935), beter bekend onder het mononiem Dharmendra (Hindi: धर्मेन्द्र), is een Indiaas filmacteur, producer en politicus. Dharmendra heeft in meer dan 230 films gespeeld en wordt beschouwd als een van de meest succesvolle acteurs in de geschiedenis van de Indiase filmindustrie. Bovendien staat hij bekend als de "He-Man" van de Indiase cinema. In 2012 ontving hij de onderscheiding Padma Bhushan.

## Biografie
Deol werd geboren in het dorpje Nasrali in Punjab. Zijn ouders, Kewal Kishan Singh Deol en Satwant Kaur, waren beide Jat-Punjabi's die het Arya Samaj aanhingen. Hij bracht zijn jeugd door in de plaats Sahnewal en volgde zijn middelbaar onderwijs in Lalton Kalan, waar zijn vader het hoofd van de dorpsschool was.

## Carrière

### Acteur
Voordat hij werd gespot in een talentenjacht en naar Mumbai verhuisde, werkte Dharmendra in een Amerikaans boorbedrijf. In 1960 maakte hij zijn filmdebuut met de film  Dil Bhi Tera Hum Bhi Tere. Dharmendra speelde in veel romantische minnaarrollen, gericht op het vrouwelijke publiek. Hij had zijn eerste succes in Bimal Roys Bandini (1963) met Nutan. Hij speelde later samen met Meena Kumari in een aantal films. Zijn rol in Satyakam (1969) van Hrishikesh Mukherjee wordt beschouwd als een van zijn meest succesvolle acteerprestaties.
In de jaren zeventig speelde hij in avonturenfilms, die naast de gebruikelijke dans- en muziekintermezzo's, met veel humor werden "gekruid" en daarom de term "Currywestern" kregen. Dharmendra speelde de hoofdrol in Sholay - Bollywoods meest succesvolle film aller tijden - met Amitabh Bachchan, Sanjeev Kumar en Hema Malini. Hij maakte andere films met Malini, die later zijn tweede vrouw werd, waaronder de Sovjet-Indiase coproductie Ali Baba en de veertig rovers uit 1980, waarin hij Ali Baba speelde.

### Filmregisseur
In 1983 richtte Dharmendra een productiebedrijf op dat bekend stond als Vijayta Films. In zijn eerste productie Betaab, uitgebracht in 1983, lanceerde Vijayta Films zijn zoon Sunny Deol als hoofdrolspeler. De film was de op een na meest winstgevende film van het jaar. In 1990 produceerde hij de actiefilm Ghayal, ook met Sunny in de hoofdrol. De film won zeven Filmfare Awards, waaronder de Best Movie Award. Het won de National Film Award voor beste populaire film die entertainment biedt. Dharmendra lanceerde in 1995 ook de acteercarrière van zijn jongste zoon, Bobby, in de film Barsaat.

### Politicus
Dharmendra was een korte tijd, tussen 2004 en 2009, politicus namens de Bharatiya Janata-partij (BJP). Hij werd in 2004 gekozen in de Lok Sabha, het lagerhuis van het Indiase parlement. Hij vertegenwoordigde het kiescollege van Bikaner in de staat Rajasthan.

## Persoonlijk
Dharmendra's eerste huwelijk was met Prakash Kaur op 19-jarige leeftijd in 1954. Hij kreeg vier kinderen uit dit huwelijk: twee zonen, Sunny (geb. 1956) en Bobby (geb. 1969), beide succesvolle filmacteurs, en twee dochters, Vijeeta en Ajeeta.
Nadat hij naar Bombay was verhuisd en in een carrière in de filmwereld was begonnen, trouwde Dharmendra zijn tweede echtgenote: actrice Hema Malini (geb. 1948). Dharmendra bekeerde zich eerst tot de islam om met Malini te kunnen trouwen, aangezien polygamie naar Indiaas recht enkel toegestaan is voor moslims. Later ontkende hij dat hij zich bekeerd had. Het echtpaar heeft twee dochters, actrice Esha Deol (geb. 1981) en assistent-regisseur Ahana Deol (geb. 1985).

## Filmografie
Een onvolledige lijst van films waarin Dharmendra heeft gespeeld:
- Dil Bhi Tera Hum Bhi Tere (1960)
- Phool Aur Patthar (1966)
- Aankhen (1968)
- Satyakam (1969)
- Mera Gaon Mera Desh (1971)
- Seeta Aur Geeta (1972)
- Yaadon Ki Baaraat (1973)
- Sholay (1975)
- Dharam Veer (1977)
- Ali Baba en de veertig rovers (Alibaba Aur 40 Chor, 1980)
- Raaj Tilak (1984)
- Loha (1987)
- Pyaar Kiya To Darna Kya (1998)
- Apne (2007)
- Yamla Pagla Deewana (2011)